# Doremix
Doremix is een Nederlands muziek-programma van de Vlaamse openbare jeugdzender Ketnet dat al sinds 2003 wordt uitgezonden. De titel is afgeleid van do-re-mi. In iedere aflevering wordt in een remix (ook in de titel verwerkt) de hoogtepunten verwerkt van één jaargang van een muzikaal Ketnet-programma. Zo werd onder andere het Junior Eurosong en de nationale preselectie Eurokids of Ketnetpop geremixt. Het geheel wordt aan elkaar gepraat door een wrapper of presentator van het bewuste programma.

## Afleveringen
Eurosong For Kids 2003
Eurosong For Kids 2005
Eurosong For Kids 2006
Junior Eurosong 2007
Junior Eurosong 2007
Junior Eurosong 2008
Junior Eurosong 2009
Junior Eurosong 2010
Junior Eurosong 2011
Junior Eurosong 2012
Wie Wordt Junior 2013?
Zo is er maar één: De Cup
Zo is er maar één: De Cup 2009
Ketnetband special
Ketnepop 1 Live on Stage deel 1
Ketnetpop 1 Live on Stage deel 2
Ketnetpop 2 Live on Stage deel 1
Ketnetpop 2 Live on Stage deel 2
Ketnetpop 3 Live on Stage deel 1
Ketnetpop 3 Live on Stage deel 2